# Matija Plesko
 Matija Plesko est un ancien joueur slovène de volley-ball né le 3 mars 1976. Il mesure 1,85 m et jouait réceptionneur-attaquant.

## Clubs

### Joueur
| Club               | Pays     | De           | À         |
| ------------------ | -------- | ------------ | --------- |
| OK Kamnik          | Slovénie | 2000-2001    | 2004-2005 |
| ACH Bled           | Slovénie | 2005-2006    | 2008-2009 |
| Robur Angelo Costa | Italie   | 2009-2010    | 2010-2011 |
| ACH Bled           | Slovénie | janvier 2012 | 2012      |
| ACH Ljubljana      | Slovénie | 2012-2013    | 2018-2019 |

### Entraîneur
| Club          | Pays     | De        | À         |
| ------------- | -------- | --------- | --------- |
| ACH Ljubljana | Slovénie | 2012-2013 | 2018-2019 |

## Palmarès
- Top Teams Cup (1)
  - Vainqueur : 2007
- MEVZA (2)
  - Vainqueur : 2007, 2008
- Championnat de Slovénie (6)
  - Vainqueur : 2001, 2002, 2003, 2006, 2007, 2008
- Coupe de Slovénie (3)
  - Vainqueur : 2001, 2007, 2008